# Abengourou
Abengourou es un departamento y ciudad de la región de Moyen-Comoé en Costa de Marfil, cerca de la frontera de Ghana. La ciudad de Abengourou está habitada principalmente por grupos étnicos Agni, una rama del pueblo Akan que emigraron a la región desde Ghana. La población estimada de Abengourou es de 204.952 habitantes en 2016.
El nombre "Abengourou" deriva de la expresión Ashanti "n'pé kro", que significa "No me gustan las largas discusiones".
- Datos: Q1044225
- Multimedia: Abengourou / Q1044225